# The Long Play
The Long Play är den tyska popsångerskan Sandras debutalbum, lanserat den 9 december 1985. Albumet, som producerades av Michael Cretu, blev en stor kommersiell succé.

## Singlar
Första singeln "(I'll Never Be) Maria Magdalena" släpptes i mars 1985 och toppade listorna i 21 länder över hela världen. Den stannade på tyska topplistans topp 20 i 16 veckor och förblev Sandras enda listetta i sitt hemland Tyskland. Låten anses vara den låt man mest förknippar henne med.
"In the Heat of the Night" valdes som uppföljande singel till den stora succén "Maria Magdalena" hösten 1985. Låten blev ännu en kommersiell framgång och nådde topp 5 i en rad europeiska länder. Senare gav låten Sandra en andra plats vid Tokyo Music Festival 1986.
Tredje och sista singeln från The Long Play blev "Little Girl" och släpptes tidigt 1986. Låtens musikvideo filmades helt och hållet på plats i Venedig, Italien. "Little Girl" hade blygsam framgång på den internationella musikmarknaden.
"Sisters and Brothers" lanserades dock 1988 som en promotionsingel endast i Japan. Låten som tillägnades Sandras bror Gaston är en cover av Michael Cretus låt "Zeitlose Reise" från hans soloalbum Legionäre från 1983.

## Låtlista
| Nr | Track                             | Writer(s) - Producer(s)           | Time |
| -- | --------------------------------- | --------------------------------- | ---- |
| 1  | "In the Heat of the Night"        | Cretu/Kemmler/Löhr - Hirschburger | 5:20 |
| 2  | "On the Tray (Seven Years)"       | Kemmler/Cretu - Hirschburger      | 3:46 |
| 3  | "Little Girl"                     | Kemmler/Löhr/Cretu - Hirschburger | 3:13 |
| 4  | "You and I"                       | Cretu - Palmer-James              | 6:00 |
| 5  | "(I'll Never Be) Maria Magdalena" | Kemmler/Löhr/Cretu - Palmer-James | 5:57 |
| 6  | "Heartbeat (That's Emotion)"      | Besser/Cassandra - Chirney        | 4:55 |
| 7  | "Sisters and Brothers"            | Cretu - Palmer-James              | 3:24 |
| 8  | "Change Your Mind"                | Cretu - Palmer-James              | 4:02 |

## Medverkande
- Keyboards, trummor och programmering av Michael Cretu
- Gitarrer av Markus Löhr
- Bakgrundskör av Hubert Kemmler och Michael Cretu
- Fotografi av Dieter Eikelpoth
- Omslagsdesign av Mike Schmidt
- Arrangerad och producerad av Michael Cretu

## Lanseringshistorik
| Date | Label  | Format | Catalog number |
| ---- | ------ | ------ | -------------- |
| 1985 | Virgin | LP     | 610 627-225    |
| 1993 | EMI    | CD     | 077778696827   |
| 1998 | Virgin | CD     | 86968          |

## Topplistor
| Chart (1985)  | Högsta placering |
| ------------- | ---------------- |
| Österrike     | 18               |
| Tyskland      | 12               |
| Nederländerna | 43               |
| Norge         | 8                |
| Spain         | 25               |
| Sverige       | 2                |
| Schweiz       | 4                |